# Conrad II de Souabe
Conrad II de Hohenstaufen (né en 1170 et mort 15 août 1196) était duc de Souabe de Rothenbourg et de Souabe de 1191 jusqu'à sa mort.

## Biographie
Conrad est le cinquième fils de Frédéric Barberousse et de Béatrice Ire et le frère de Henri VI du Saint-Empire. Duc de Rothenburg et de Franconie et duc de Souabe (1191-1196), il envisageait d'épouser Bérengère de Castille mais il est mort avant.
En 1191, Conrad est présent à Rome pour le couronnement de son frère Henri VI. Il se joignit ensuite aux Normands dans les campagnes de Sicile de 1191 à 1194. Une chronique décrit Conrad comme « un homme complètement donné à l'adultère, la fornication, le défilement et toutes autres crasses; néanmoins, il était vigoureux et courageux pendant les batailles et généreux envers ses amis. »
Conrad est assassiné à Durlach en 1196, probablement par le mari d'une femme qu'il avait violée. Une autre version émanant de Burchard d'Ursperg dans la Chronique d'Ursperg indique que Conrad serait mort en l'espace de quelques jours d'une infection après une morsure du bout du sein gauche par une jeune fille qu'il tentait de violer pendant une campagne contre le duc de Zähringen.